# Mark Rowsom
Mark Rowsom (Lakeshore, 1959) è un'ex pattinatore artistico su ghiaccio canadese. Pattinando insieme a Cynthia Coull ha vinto una medaglia di bronzo al Campionato del mondo. Prima di iniziare a pattinare con Coull, Rowson ha gareggiato insieme a Becky Gough, con la quale si è classificato terzo al Campionato canadese tre volte, fra il 1980 e il 1982.

## Risultati
Coppie con Coull
| Internazionali             | Internazionali | Internazionali | Internazionali | Internazionali | Internazionali |
| Evento                     | 1982–83        | 1983–84        | 1984–85        | 1985–86        | 1986–87        |
| -------------------------- | -------------- | -------------- | -------------- | -------------- | -------------- |
| Campionati mondiali        | 9°             | 7°             | 7°             | 3°             | 6°             |
| NHK Trophy                 |                |                | 3°             |                |                |
| Skate America              | 4°             |                |                |                |                |
| Skate Canada International |                |                | 2°             |                | 1°             |
| Nazionali                  |                |                |                |                |                |
| Campionati canadesi        | 2°             | 3°             | 1°             | 1°             | 1°             |